# Terminalia pterocarpa
Terminalia pterocarpa är en tvåhjärtbladig växtart som beskrevs av Ronald Melville och P. S. Green. Terminalia pterocarpa ingår i släktet Terminalia och familjen Combretaceae. Inga underarter finns listade i Catalogue of Life.